# Stammliste der Reginare
Dies ist die Stammliste der Reginare, für den Hauptartikel siehe: Reginare.

## Erste Reginare
1. Giselbert, † wohl nach dem 14. Juni 877, 841 Graf im Maasgau, 866 Graf im Lommegau, ⚭ Entführung um 846, Ehe 849 anerkannt, NN (vielleicht Ermengarde), Tochter des Kaisers Lothar I. (Karolinger)
  1. Reginhar I. Langhals, 875 bezeugt, † zwischen 25. August 915 und 19. Januar 916 in Meersen, Graf, 905 Dux, 915 marchio, 897/915 Laienabt von Kloster Echternach, vor Mai 898 von Sankt Servatius in Maastricht, 900-912 von Stablo; ⚭ Alberada, 868/916 bezeugt
    1. Giselbert, † ertrunken 2. Oktober 939 im Rhein nach der Schlacht bei Andernach, 916 Graf, 929 Dux, 936 Herzog von Lothringen, 924/939 Abt von Echternach, 915/925 Abt von Stablo, 925/934 Abt von St. Maximin in Trier; ⚭ 928/929 Gerberga von Sachsen, † nach 968, Tochter des deutschen Königs Heinrich I. (Liudolfinger), sie heiratete Ende 939 in zweiter Ehe Ludwig IV., 936 König der Westfranken, † 10. September 954 in Reims (Karolinger), und war 956/966 Regentin des Westfrankenreichs
      1. Alberade, begraben in Saint-Rémy in Reims; ⚭ Ragenold, Graf von Roucy, † 10. Mai 967, begraben in Saint-Remi (Haus Roucy)
      2. Heinrich, 934 bezeugt, 939 „puerolus“, † 943/944
      3. Haduid, um 934 bezeugt
      4. Gerberga, † nach 7. September 978; ⚭ vor 954 Albert I. der Fromme, Graf von Vermandois, † 8. September 987 (Karolinger)

    2. Reginar II., Graf im Hennegau um 890/932; ⚭ NN, Schwester von Graf Boso
      1. Reginar III., † 973, 949 Graf, Graf im Hennegau, 958 abgesetzt, 959 nach Böhmen verbannt, ⚭ Adela, † 961
        1. Reginar IV., † 1013, 998 Graf von Mons (Bergen); ⚭ um 996 Hedwig von Frankreich, † nach 1013, Tochter von Hugo Capet (Kapetinger)
          1. Reginar V. (Renier), † nach 1039, Graf im Hennegau; ⚭ um 1015 Mathilde von Verdun, † nach 1039, Tochter des Hermann von Eenham, Graf im Eifelgau (Wigeriche)
            1. Hermann, † wohl 1049, Graf im Hennegau; ⚭ Richilde von Mons, † 15. März 1086 in Messines, begraben in der Abtei Hasnon, Tochter von Reginar von Hasnon, sie heiratete um 1055 in zweiter Ehe Balduin VI., um 1055 Graf von Hennegau, 1067 Graf von Flandern, † 17. Juli 1070 (Haus Flandern), und in dritter Ehe 1070 Guillaume de Crépon, X 22. Februar 1071 in der (1.) Schlacht von Cassel
              1. Roger, † 1083, 1066 Bischof von Châlons
              2. Tochter, † 40 Jahre alt, Benediktinerin

          2. Beatrix, 
⚭ I, geschieden vor 1021, Ebalus (Ebles) I., † 11. Mai 1033, 997 Graf von Roucy, 1023 Graf von Reims, 1021 Erzbischof von Reims (Haus Roucy); 
⚭ II Manasses Calva Asina de Ramerupt, Vidame de Reims, 1031/53 bezeugt (Haus Montdidier)

        2. Lambert I. mit dem Bart, 956 bezeugt, X 12. September 1015 bei Florennes, wohl um 998 wieder eingesetzt, 1015 Graf von Löwen; ⚭ um 985/990 Gerberga von Lothringen, † 27. Januar nach 1018, begraben in Nivelles, Tochter von Karl Herzog von Lothringen (Karolinger) – Nachkommen siehe unten

      2. Rudolf, 944/966 bezeugt, 950 Graf im Maasgau, 952 Graf im Haspengau
        1. Giselbert von Loon, † vor 18. Mai 1046, Graf von Loon, ⚭ Erlande von Geldenhaken
          1. Otto von Loon, † 1101, Graf von Duras
            1. Giselbert, † wohl 1138, Graf von Duras, ⚭ Oda von Chiny, 1134 bezeugt, Tochter von Graf Otto II. (Haus Chiny)

          2. Hermann (Emmo) von Loon
            1. Arnold, Graf von Loon
              1. Arnold II.
                1. Ludwig I. ⚭ Agnes von Metz
                  1. Gerhard I. (X 1194 bei Acco), 1171-1194: 6. Graf von Loon
                    1. Ludwig II. († 29. Juli 1218), 7. Graf von Loon
                    2. Heinrich I. († 1. August 1218), Kanoniker und Propst in Maastricht, 8. Graf von Loon
                    3. Arnold III. († 1221), 9. Graf von Loon
                    4. Gerhard III. von Rieneck
                      1. Ludwig III.
                      2. Arnold IV.

                  2. Imagina ⚭ Gottfried III. von Löwen

          3. Sophie von Loon, * vor 1046, ⚭ Géza I. von Arpad (1044 – 24. April 1077), Sohn von Bela I. von Ungarn und Richeza von Polen

      3. Liethard, † wohl vor 944
      4. Tochter, 943/958 bezeugt; ⚭ Nevelung, Graf in der Betuwe, † vor 953

    3. Tochter; ⚭ Berengar, 907/908 Graf im Lommegau, 912 Graf im Maifeld, † nach 938 (Haus Namur)

  2. Albert, 928-936 Graf

## Die Grafen von Löwen
1. Lambert I. mit dem Bart, 956 bezeugt, X 12. September 1015 bei Florennes, wohl um 998 wieder eingesetzt, 1015 Graf von Löwen; ⚭ um 985/990 Gerberga von Lothringen, † 27. Januar nach 1018, begraben in Nivelles, Tochter von Karl Herzog von Lothringen (Karolinger) – Vorfahren siehe oben
  1. Heinrich I., † ermordet in Brüssel 1038 nach dem 5. August, Graf von Löwen, begraben in Nivelles
    1. Otto, † wohl 1041

  2. Lambert II., † 19. Juni 1054, Graf von Löwen und Brüssel, begraben in Nivelles; ⚭ Uda von Lothringen, † 23. Oktober …, Tochter von Gotzelo I., Herzog von Niederlothringen (Wigeriche)
    1. Heinrich II., † 1078 oder 1079, Graf von Löwen, begraben in Nivelles; ⚭ Adelheid, † nach 1086, gründet 1086 die Abtei Affligem, Tochter von Eberhard (wohl als Graf) in der Betuwe und von Teisterbant (Ezzonen)
      1. Heinrich III, † 5. Februar 1095 im Turnier zu Tournai, Graf von Löwen, Landgraf und Vogt von Brabant; ⚭ Gertrud von Flandern, † 1115/26, Tochter von Robert der Friese, 1062/70 Graf von Holland und 1071/93 Graf von Flandern (Haus Flandern), sie heiratete in zweiter Ehe am 15. August 1095 in Han-sur-Lesse Dietrich II., Herzog von Lothringen, † 1115 nach dem 1. Mai (Haus Châtenois)
        1. Adelheid, † 4. November kurz nach 1158 als Nonne zu Tart-l’Abbaye; ⚭ vor 5. August 1122 Simon I., Herzog von Lothringen, † 13. oder 14. Januar 1138 (Haus Châtenois)
        2. Gertrud, ⚭ Lambert, Graf von Montaigu und Clermont 1098/1140
        3. 2 Töchter

      2. Gottfried I. der Bärtige, † 25. Januar 1139, 1105 Markgraf von Antwerpen, 1106/28 Herzog von Niederlothringen, abgesetzt, 1107 Vogt von Affligem, 1129 Vogt von Gembloux und Nivelles, begraben in Affligem; ⚭ I um 1105 Ida von Chiny, † 1117/25, Tochter von Otto II., Graf von Chiny (Haus Chiny); ⚭ II um 1125 Clementia von Burgund, † wohl 1133, Tochter von Wilhelm I., Graf von Burgund (Haus Burgund-Ivrea) und Stephania (wohl von Barcelona), Witwe von Robert II., Graf von Flandern (Haus Flandern) – Nachkommen siehe unten
      3. Ida, † nach 1107; ⚭ 1084 Balduin II., Graf von Hennegau, † auf dem Kreuzzug 1098 nach dem 8. Juni (Haus Flandern)
      4. Adalbero, † 1. Januar 1128, 1075 primicerius von Metz, 1123 Bischof von Lüttich, begraben in Saint-Gilles in Lüttich

    2. Gerbera von Löwen, bezeugt kürz nach 1106, ⚭ Lambert von Brüssel (bezeugt 1062, nicht aus der Reginare)
      1. Heinrich, mit Allod zu Bollebeek (bezeugt mit seiner Mutter, nach 1106)
        1. Adelheid
        2. Kunigunde
        3. Adela

    3. Reginar, 1073 bezeugt, X 1077 im Haspengau

  3. Mathilde; ⚭ Eustach I. Graf von Boulogne, † wohl 1049 (Haus Boulogne)
  4. Reginar Langhals, bezeugt Ename 1034,† 1039 ⚭ Tochter von Balduin IV. von Flandern
    1. Adela von Brabant † 1083, ⚭  Otto von Orlamünde
    2. Heinrich
      1. Baldwin von Brüssel
      2. Ada ⚭ Hugo von Oisy
      3. Tochter, Äbtissin zu Macourt um 1049

    3. Reginar von Hasnon, Markgraf von Valenciennes um 1047-1050, ⚭ Adelheid von Egisheim
      1. Richilde von Mons, † 1086

## Die Herzöge von Niederlothringen
1. Gottfried I. der Bärtige, † 25. Januar 1139, 1105 Markgraf von Antwerpen, 1106/28 Herzog von Niederlothringen, abgesetzt, 1107 Vogt von Affligem, 1129 Vogt von Gembloux und Nivelles, begraben in Affligem; ⚭ I um 1105 Ida von Chiny, † 1117/25, Tochter von Otto II., Graf von Chiny (Haus Chiny); ⚭ II um 1125 Clementia von Burgund, † wohl 1133, Tochter von Wilhelm I., Graf von Burgund (Haus Burgund-Ivrea) und Stephania (wohl von Barcelona), Witwe von Robert II., Graf von Flandern (Haus Flandern) – Vorfahren siehe oben
  1. Gottfried II., † 11. November/31. Dezember 1142, Herzog von Niederlothringen, 1141 Herzog von Löwen, begraben in Sankt Peter in Löwen: ⚭ um 1139 Lutgardis von Sulzbach, † nach  1163, Tochter von Graf Berengar I., sie heiratete in zweiter Ehe 1143 Hugo II., Graf von Dagsburg und Metz, 1137/78 bezeugt (Etichonen)
    1. Gottfried III., * 1142, † 10. August 1190, 1143 Graf, 1143 Herzog von Niederlothringen, 1147 Herzog von Löwen, 1153 Graf von Brabant, 1175 Vogt von Tongerloo, begraben in Sankt Peter in Löwen; ⚭ I 1158 Margareta von Limburg, † 1172, Tochter von Heinrich II., Herzog von Limburg, begraben in Sankt Peter in Löwen (Haus Limburg-Arlon); ⚭ II Imagina von Looz, † 5. Juni 1214, 1203 Äbtissin von Münsterbilsen, Tochter von Ludwig I., Graf von Looz und Rieneck, Stadtgraf von Mainz – Nachkommen siehe unten

  2. Heinrich, 1110 bezeugt, † 27. September 1141, Ritter, Graf von Löwen, begraben in Sankt Peter in Löwen, 1140 Mönch in Affligem
  3. Adelisa, * wohl 1104, † 23. April 1151, begraben in Affligem; ⚭ I 29. Januar oder 2. Februar 1121 in Windsor Heinrich I. Beauclerk, 1100 König von England, † 1. Dezember 1135 (Plantagenet); ⚭ II 1138 William d’Aubigny, 1. Earl of Arundel, † 12. Oktober 1176
  4. Ida, † 27. Juli vor 1162, ⚭ Arnold I., Graf von Kleve 1117/47, † 20. Juli …, begraben in Bedburg
  5. Clarissa, † vor 1140
  6. (unehelich, Mutter unbekannt) Joscelin de Louvain, genannt Frater Reginae (Bruder der Königin) 1156/75 bezeugt, † 1180, Lord of Petworth; ⚭ nach 1154 Agnes de Percy, † zwischen 1201 und 13. Oktober 1204, Tochter von William II. – Nachkommen: die Percy, Earls of Northumberland von 1341 bis 1670

## Die Herzöge von Brabant
1. Gottfried III., * 1142, † 10. August 1190, 1143 Graf, 1143 Herzog von Niederlothringen, 1147 Herzog von Löwen, 1153 Graf von Brabant, 1175 Vogt von Tongerloo, begraben in Sankt Peter in Löwen; ⚭ I 1158 Margareta von Limburg, † 1172, Tochter von Heinrich II., Herzog von Limburg, begraben in Sankt Peter in Löwen (Haus Limburg-Arlon); ⚭ II Imagina von Looz, † 5. Juni 1214, 1203 Äbtissin von Münsterbilsen, Tochter von Ludwig I., Graf von Looz und Rieneck, Stadtgraf von Mainz – Vorfahren siehe oben
  1. (I) Heinrich I. der Kriegerische, * 1165, † 5. September 1235 in Köln, 1180/1222 Herzog von Lothringen, 1183/98 Herzog von Löwen, seit 1191 Herzog von Brabant, 1211 Markgraf von Antwerpen, begraben in Sankt Peter in Löwen; ⚭ I (Ehevertrag 1179 in Antwerpen) 1180 Mathilde von Boulogne, † 16. Oktober 1210, Tochter von Matthäus von Elsass (Haus Châtenois) und Maria von Blois (Haus Blois), Graf und Gräfin von Boulogne; ⚭ II 8./22. April 1213 in Soissons Maria von Frankreich, * 1198, † 18. August 1224, Tochter von Philipp II. August, König von Frankreich (Kapetinger), und Agnes-Maria von Andechs-Meranien, Witwe von Philipp I. von Hennegau, Graf von Namur (Haus Flandern), begraben in Affligem
    1. (I) Maria, * wohl 1190, 9. März 1260 bezeugt, † vor 14. Juni 1260, begraben in Sankt Peter in Löwen; ⚭ I kurz nach 19. Mai 1214 Otto IV., † 19. Mai 1218 auf der Harzburg, 1198 Römisch-deutscher König. 1209 Römisch-deutscher Kaiser, begraben in Braunschweig (Welfen); ⚭ II Juli 1220 Wilhelm I., Graf von Holland, † 4. Februar 1222 (Gerulfinger)
    2. (I) Margarete, 1204 bezeugt, † 5. Mai oder 21. September 1231, begraben im Zisterzienserkloster in Roermond; ⚭ (Ehevertrag Löwen 1206) Gerhard IV., Graf von Geldern, † 22. Oktober 1229, begraben im Zisterzienserkloster in Roermond
    3. (I) Adelheid, 1201/61 bezeugt, † vor 1267; ⚭ I Arnold III., Graf von Looz und Rieneck 1213/21, † vor 1225; ⚭ II vor 3. Februar 1225 Wilhelm X. von Clermont, Graf von Auvergne, † 1246 (Haus Auvergne); ⚭ III vor Dezember 1251 Arnold II. von Wesemaele, Marschall von Brabant, † 1260
    4. (I) Mathilde, † 21. Dezember 1267, begraben im Zisterzienserkloster in Loosduinen; ⚭ I um Ende November 1212 in Aachen Heinrich II., Pfalzgraf bei Rhein, † 25. oder 26. April 1214, begraben in Schönau (Welfen); ⚭ II (Ehevertrag 5. Dezember 1214) Florens IV., Graf von Holland, † 19. Juli 1234 (Gerulfinger)
    5. (I) Heinrich II., * wohl 1207, † 1. Februar 1248 in Löwen, Herzog von Lothringen und Brabant, begraben in Villers-la-Ville; ⚭ I vor 22. August 1215 Maria von Staufen, † vor 1235, Tochter von Herzog Philipp von Schwaben (Staufer); ⚭ II um 1240 Sophie von Thüringen, * 20. März 1224 auf der Wartburg, † 29. Mai 1275 wohl in Marburg, Tochter von Ludwig IV., Landgraf von Thüringen, begraben in Villers-la-Ville (Ludowinger)
      1. (I) Mathilde, † 29. September 1288, begraben in Chercamp; ⚭ I 14. Juni 1237 in Compiègne Robert I., 1226 Graf von Artois, X 9. Februar 1250 (neuen Stils) bei al-Mansura (Haus Frankreich-Artois); ⚭ II 16. Januar 1255 in Neapel Guido II. von Châtillon, 1249 Graf von Saint-Pol, † 12. Februar 1289, begraben in Chercamp (Haus Châtillon)
      2. (I) Beatrix, * wohl 1225, † 11. November 1288, begraben in der Abtei Marquette); ⚭ I Creuzburg 10. März 1241 Heinrich Raspe, Landgraf von Thüringen, 1246 Römisch-deutscher König, † 16. Februar 1247 auf der Wartburg, begraben im Sankt-Katharinen-Kloster in Eisenach (Ludowinger); ⚭ II November 1247 in Löwen Wilhelm von Dampierre, Graf von Flandern, Seigneur de Courtrai, † 6. Juni 1251 auf dem Turnier zu Trazegnies, begraben in Marquette (Haus Dampierre)
      3. (I) Heinrich III. der Friedfertige, † 28. Februar 1261 in Löwen, 1233 Propst in Aachen, 1248 Herzog von Lothringen und Brabant, begraben im Dominikanerkloster in Löwen; ⚭ 1251 nach dem 21. Juli Alix von Burgund, † 23. Oktober 1273, 1261/69 Regentin von Brabant, begraben im Dominikanerkloster in Löwen, Tochter von Hugo IV., Herzog von Burgund (Älteres Haus Burgund) – Nachkommen siehe unten
      4. (I) Maria von Brabant, † hingerichtet 18. Januar 1256 in Donauwörth, begraben im Heilig-Kreuz-Stift in Donauwörth; ⚭ 2. August 1254 Ludwig der Strenge Herzog von Oberbayern, † 1. oder 2. Februar 1294 (Wittelsbacher)
      5. (I) Margareta, † 1277, wohl am 4. Juni, 1235 Nonne und 1272 Äbtissin von Herzogenthal (Val-Duc)
      6. (I) Philipp, † jung
      7. (II) Elisabeth, * 1243, † 17. April oder 9. Oktober 1261, begraben in Braunschweig; ⚭ Braunschweig 13. Juli 1254 Albrecht I. Herzog von Braunschweig-Lüneburg, † 12. August 1279 (Welfen)
      8. (II) Heinrich I. das Kind, * 24. Juni 1244, † 21. Dezember 1308 wohl in Marburg, 1263 Landgraf von Thüringen und Herr von Hessen, 1264 Landgraf von Hessen, 10. Mai 1292 Reichsfürst, verzichtet am 25. November 1279 auf das Brabanter Erbe, begraben in der Elisabethkirche in Marburg; ⚭ I vor 26. März 1263 Adelheid von Braunschweig, 1258 bezeugt, † 12. Juni 1274, Tochter von Herzog Otto I. von Braunschweig-Lüneburg, begraben in der Elisabethkirche in Marburg (Welfen); ⚭ II vor 26. Februar 1276 Mechthild von Kleve, † 21. Dezember 1309, Tochter von Dietrich V./VII., Herzog von Kleve – Nachkommen siehe Haus Hessen
      9. (eventuell unehelich) Heinrich, 1244 clericus

    6. (I) Gottfried, * 1209; † 21. Januar 1254, 1231 Ritter, 1236 Herr von Gaesbeek, 1246 Seigneur de Baucignies, 1247 Herr von Herstal, begraben in Affligem; ⚭ vor 7. August 1243 Maria von Oudenaarde, Frau von Pamele, 1235/92 bezeugt, Tochter von Arnold IV., Herr von Oudenaarde und Pamele, Witwe von Jean, Graf von Rethel (Haus Vitri) – Nachkommen: die Herren von Gaesbeek, † 1340/41
    7. (I) Kind
    8. (II) Elisabeth, † 23. Oktober 1272; ⚭ I (Ehevertrag Löwen 19. März 1233) Dietrich von Kleve genannt von Dinslaken, † 24. März 1245; ⚭ II Februar  1246 Gerhard II. von Wassenberg, Seigneur de Sprimont, 1222 bezeugt, † Frühjahr 1255
    9. (II) Maria, † jung

  2. (I) Adalbero, 1176 bezeugt, † ermordet vor Reims am 24. November 1192, 1177/83 Archidiakon von Saint-Lambert, 1184/99 Propst von Saint-Jean und Saint-Pierre, 1191 Elekt, alles in Lüttich, 1192 Bischof von Lüttich und Kardinal, begraben in der Kathedrale von Reims
  3. (II) Wilhelm, † nach 1. August 1224, Herr von Perwez und Ruysbroek 1199, begraben im Kloster Villers-la-Ville; ⚭ vor 1206 Marie d‘Orbais, † nach 10. April 1233, Tochter von Enguerrand d'Orbais, sie heiratete in zweiter Ehe vor 1231 Baudouin le Karron, 1233 Ritter – Nachkommen: die Herren von Perwez, † 1296
  4. (II) Gottfried von Löwen, † zwischen 12. Januar 1225 und 16. April 1226, 1196 in England; ⚭ um 1199 Alice de Hastings, Tochter von Robert de Hastings und Isabel, Lady of Little Easton, Witwe von Ralph de Cornhill – Nachkommen: die Lovaine in England, † 1397

## Die Herzöge von Brabant und Limburg
1. Heinrich III. der Friedfertige, † 28. Februar 1261 in Löwen, 1233 Propst in Aachen, 1248 Herzog von Lothringen und Brabant, begraben im Dominikanerkloster in Löwen; ⚭ 1251 nach dem 21. Juli Alix von Burgund, † 23. Oktober 1273, 1261/69 Regentin von Brabant, begraben im Dominikanerkloster in Löwen, Tochter von Hugo IV., Herzog von Burgund (Älteres Haus Burgund) – Vorfahren siehe oben
  1. Heinrich IV., * in Löwen wohl 1251/2, † nach 28. April 1272, Herzog von Lothringen und Brabant, tritt am 24. Mai 1267 in Cambrai zurück, schwachsinnig, 1269 Mönch in Saint-Étienne in Dijon
  2. Johann I. der Siegreiche, * 1252/53 in Brüssel, † 3. Mai 1294 in Löwen, 1267/69 minderjährig, Herzog von Lothringen und Brabant, 1287 Herzog von Limburg, begraben in der Minoritenkirche in Brüssel; ⚭ I 1270 Margarete von Frankreich, * wohl 1255, † 1271, Tochter von Ludwig IX., König von Frankreich, begraben in der Basilika Saint-Denis (Kapetinger); ⚭ II 1273 Margarete von Flandern, † 3. Juli 1285, Tochter von Guy de Dampierre, Graf von Flandern, begraben in der Minoritenkirche in Brüssel (Haus Dampierre)
    1. (I) Sohn, * und † 1271, begraben in der Basilika Saint-Denis
    2. (II) Gottfried, * wohl 1273/74, † kurz nach 13. September 1283
    3. (II) Johann II. der Friedfertige, * 27. September 1275, † 27. Oktober 1312 auf Schloss Tervuren, Herzog von Lothringen, Brabant und Limburg, begraben in Sankt Michel und Gudula in Brüssel; ⚭ 9. Juli 1290 in der Westminster Abbey in London Margaret von England, * 11. September 1275, † nach 11. März 1333, Tochter von Eduard I., König von England (Plantagenet)
      1. Johann III., * 1300, † 5. Dezember 1355 in Brüssel, Herzog von Lothringen, Brabant und Limburg, begraben in Villers-la-Ville; ⚭ 1311 wohl um den 19. Juli, Marie d’Évreux, † 31. Oktober 1335, Tochter von Ludwig von Frankreich, Graf von Évreux, Pair von Frankreich (Haus Frankreich-Évreux)
        1. Johanna, * 24. Juni 1322, † 1. Dezember 1406 in Brüssel, Herzogin von Lothringen, Brabant und Limburg, dankte am 7. Mai 1404 zugunsten ihrer Nichte Margarete von Dampierre, der Witwe Philipps des Kühnen, ab, begraben in der Karmeliterkirche in Brüssel; ⚭ (I) (Dispens 21. Oktober 1322 und 27. Januar 1323) 1334 Wilhelm von Avesnes, 1337 Graf von Hennegau und Holland, X 26. September 1345 bei Stavoren (Haus Avesnes), ⚭ (II) (Ehevertrag 17. Mai 1351 in Damvillers, 8. August 1351 in Avignon, Dispens 4. März 1352) März 1352 Wenzel I., 1354 Herzog von Luxemburg, † 8. Dezember 1383 in Luxemburg, begraben in Orval (Haus Luxemburg)
        2. Margarete, * 9. Februar 1323, † 1368, begraben in Saint-Pierre in Lille; ⚭ 6. Juni 1347 in Saint-Quentin Ludwig von Male, Graf von Flandern, Nevers und Rethel, Pair von Frankreich, † 30. Januar 1383 in Saint-Omer, begraben in Saint-Pierre in Lille (Haus Dampierre)
        3. Maria, * 1325, † 1. März 1399, begraben in Brüssel; ⚭ 1. Juli 1347 Rainald III. der Dicke, Herzog von Geldern, † 4. Dezember 1371
        4. Johann, * 24. November 1327 † 1335/36, begraben in Tervuren; ⚭ 1332 in Paris (Ehe nicht vollzogen) Marie, * wohl 1326, † 22. September 1333 wohl in Paris, Tochter von Philipp VI., begraben im Couvent des Cordelières in Paris (Haus Valois)
        5. Heinrich, † 29. November 1349, 1347 Herr von Limburg und Mechelen, begraben in Tervuren; ⚭ 21. Juni 1347 im Schloss Vincennes (Ehe nicht vollzogen) Johanna (Jeanne), * 24. Juni 1343 auf Burg Châteauneuf-sur-Loire, † 3. November 1373 in Évreux, Tochter von Johann II. der Gute, König von Frankreich, begraben in der Basilika Saint-Denis (Haus Valois)
        6. Gottfried, † nach 3. Februar 1352, Herr von Aerschot 1346, begraben in Tervuren

      2. (unehelich) Johann Cordeken, erhält um 1312 Glymes in Brabant – Nachkommen: Das Haus Glymes, Marquis de Bergen op Zoom, Princes de Berghe, Comtes de Grimberghe, † 1744

    4. (II) Margarete, * 4. Oktober 1276, † 14. Dezember 1311 in Genua, begraben in der Dom zu Pisa; ⚭ 9. Juni 1292 Heinrich VII. (III.), Graf von Luxemburg, 1312 römisch-deutscher Kaiser, † 24. August 1313 in Buonconvento bei Siena, begraben im Dom zu Pisa (Haus Luxemburg)
    5. (II) Maria, † nach 2. November 1338, begraben in der Minoritenkirche in Brüssel, ⚭ 23. Oktober 1297/6. Februar 1305 Amadeus V. der Große, 1285 Graf von Savoyen, † 16. Oktober 1323 (Haus Savoyen)

  3. Gottfried, 1267 bezeugt, X 11. Juli 1302 in der Sporenschlacht, 1280 Herr von Aerschot und Vierzon; ⚭ vor 1280 Jeanne, † vor 1296, 1291 Dame de Vierzon, de Mézières-en-Brenne, de Lucy, de La Ferté-Imbault, de Fuselier, de l’Isle-Savary et de La Rochecorbon, Erbtochter von Hervé IV., Sire de Vierzon, begraben in der Kirche de Minderen Brüder in Bourges
    1. Johann, X 11. Juli 1302 in der Sporenschlacht, Seigneur de Méziéres et de Mortagne; ⚭ vor 1. Mai 1300 Maria von Mortagne, Dame de Mortagne, 1283/1312 bezeugt, Erbtochter von Johann, Burggraf von Tournai, Herr von Mortagne
    2. Maria, † 1327/31, Dame d’Aerschot et de Vierzon;  ⚭ I vor 1296 Walram Graf von Jülich, † 13. Juni/24. Dezember 1297; ⚭ II Robert de Beaumont, Seigneur de Povance, † 28. September …
    3. Elisabeth, † 1349/55, 1303 Erbin von Sichem, 1335 Dame de Vierzon et de Livry; ⚭ vor 13. Dezember 1299 Gerhard VII., 1298 Graf von Jülich, † 1328, wohl am 29. Juli
    4. Alix, † 1302/18 bezeugt, † vor 1339, Erbin von Aerschot, Mézières und Vaelbeke ⚭ Jean III., Sire d’Harcourt, † 9. November 1329
    5. Blanche, † 1327/31; ⚭ I (Dispens 18. Februar 1290) Jan Berthout Herr von Mechelen, † 25. August 1304; ⚭ II vor Dezember 1306 Jean Vizegraf von Thouars, † 25. Mai 1332 (Haus Thouars)
    6. Margarete, 1305/18 Klarissin in der Abtei Longchamp bei Paris
    7. Johanna, 1305/18 Klarissin in der Abtei Longchamp bei Paris

  4. Maria, * in Löwen wohl 1256, † 12. Januar 1321 in Murel bei Meulan, begraben in der Kirche de Minderen Brüder in Paris; ⚭ 1. August 1274 im Schloss Vincennes Philippe III. le Hardi, 1270 König von Frankreich, † 5. Oktober 1285 in Perpignan, begraben in der Basilika Saint-Denis (Kapetinger)
  5. (unehelich, Mutter unbekannt) Gilles, Bâtard de Brabant, 1286/88 bezeugt – Nachkommen: die van der Balch bis 1388